# Maxime Jousse
Maxime Jousse (nasceu a 25 de Junho de 1991 em Les Issambres) é um piloto de automobilismo francês. Maxime Jousse disputou a Fórmula Palmer Audi em 2009, obtendo uma vitória no circuito de Snetterton e acabando o campeonato em oitavo lugar. Anteriormente competiu na Fórmula Renault 2.0 Eurocuo para a equipa francesa Pole Services. Em Setembro de 2010 substituiu o seu irmão, Julien Jousse, na Superleague Fórmula, ao volante do carro da A.S. Roma, na ronda de Adria.